# Schukri Ghanim

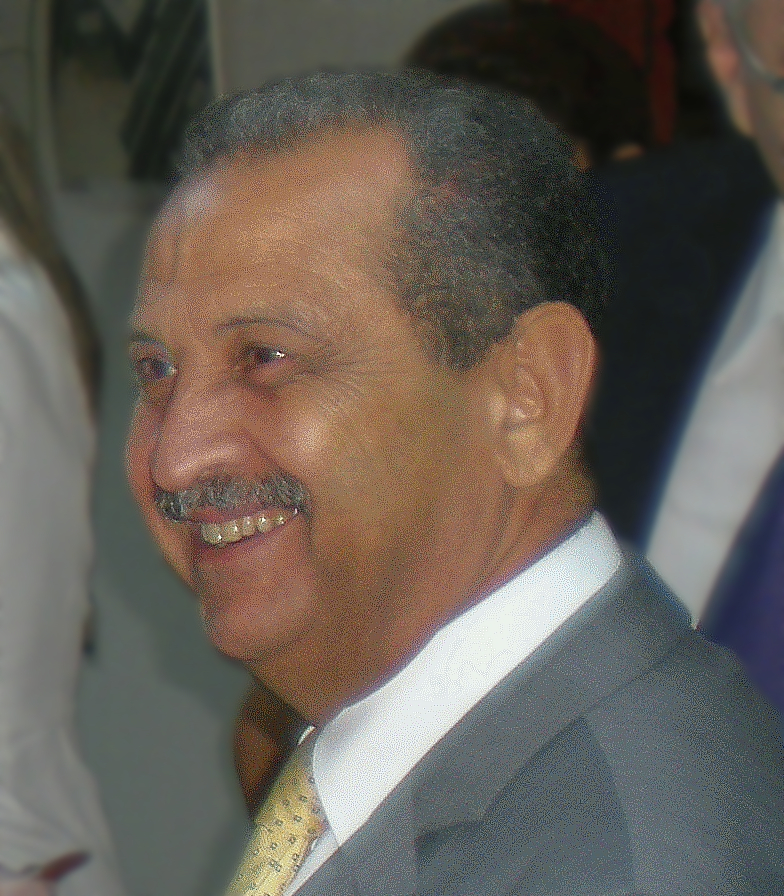
Schukri Ghanim

Schukri Muhammad Ghanim al-Mesmary oder Schokri Ghanem (arabisch شكري محمد غانم, DMG Šukrī Muḥammad Ġānim; * 9. Oktober 1942 in Tripolis, Libyen; † 29. April 2012 in Wien, Österreich) war von Juni 2003 bis März 2006 Generalsekretär des Allgemeinen Volkskomitees von Libyen, was mit dem Amt eines Premierministers vergleichbar ist. Er wurde von Muammar al-Gaddafi am 14. Juni 2003 in diese Position eingesetzt. Von März 2006 bis Mitte Mai 2011 war Ghanim Vorsitzender des staatlichen Unternehmens National Oil Corporation und somit faktisch Erdölminister des Landes.
Während des Bürgerkriegs in Libyen berichtete al-Dschasira am 17. Februar 2011 über Gerüchte, dass Schukri Ghanim vermisst und geflohen sei. Diese Meldungen stellten sich jedoch als falsch heraus. Am 16. Mai 2011 berichteten mehrere Medien, dass Ghanim nach Tunesien geflohen sei, und am 1. Juni bestätigte Ghanim in Rom, dass er sich vom Regime losgesagt habe und überlege, sich der Opposition anzuschließen.
Ghanims Leiche wurde der Polizei zufolge am Morgen des 29. April 2012 in Wien gegen 8:40 Uhr wenige hundert Meter von seiner Wohnung entfernt in Höhe der “Copa Cagrana” in der Neuen Donau treibend gefunden. Zuerst gab die Familie allerdings an, er sei in seiner Wohnung gefunden worden. Die Obduktion ergab Ertrinken als Todesursache, keine Hinweise auf Fremdverschulden.
Karin Kneissl, eine ehemalige österreichische Außenministerin, betrachtet allerdings diese Version (Unfall oder Freitod) skeptisch.
Der Leichnam Ghanims wurde zur Beerdigung nach Tripolis überstellt, wo er in kleinem Kreis am 4. Mai beerdigt wurde.
Ghanim wohnte mit seiner Familie zuletzt in Wien-Kaisermühlen. In den Jahren 1993 bis 2001 war er für die OPEC tätig, unter anderem als Leiter der Forschungsabteilung und damit als Vize-Generalsekretär. Als Ölminister von 2006 bis 2011 weilte Ghanim ebenfalls regelmäßig bei OPEC-Konferenzen in Wien.